# Vila da Penha
Vila da Penha és un barri de la Zona de la Leopoldina, regió històrica en la Zona Nord del municipi del Rio de Janeiro.És un barri, en general, residencial. Vila de la Penha també te un elevat Índex de desenvolupament humà, estant en el lloc 21 entre 160 barris del Riu, amb l'IDH 0,909. Vila de la Penha limita amb Penha Circular, Irajá, Vista Alegre, Brás de Pina, Vila Kosmos i Vicente de Carvalho.

## Història
La paraula "penha" significa pedra i van ser exactament les pedres del Riu Irajá les responsables per la formació de Vila da Penha. Formàvem veritables barreres i es van transformar en obstacles als colonitzadors, que navegaven amb destinació Irajá. Es veien obligats a interrompre el viatge, on és avui Vila da Penha, i seguir per terra. Amb el temps el barri es va transformar en port per a les embarcacions i parada obligatòria per a la penetracio cap a l'interior. Va ser aquí que van començar a sorgir les petites cases i hortes que caracteritzen Vila da Penha des de 1600.
L'expansió del barri va començar al voltant de 1920, quan ja existien algunes hisendes amb enginys de sucre i aiguardent en la regió. Diversos propietaris van iniciar, a causa de la fallida del sistema de producció de sucre, el desmembrament i urbanització dels seus terrenys.
En el creuament de l'Avinguda Meriti amb l'Avinguda Brás de Pina, es troba el Largo do Bicão. Aquest nom prové del problema de la falta d'aigua que assolava Rio el 1900. En aquest lloc els habitants buscaven aigua, en una gran aixeta pública.

## Infrastructura
Actualment, el Largo do Bicão el formen una prala amb un skate park envoltada d'un ampli comerç, entre bancs, farmàcies, supermercats, restaurants i fast-food de renom.
En el barri veí Penha Circular, hi ha la sala d'espectacles Olimpo, que contava programació musical i atraccions de renom no obstant això actualment es troba tancada permanentment.

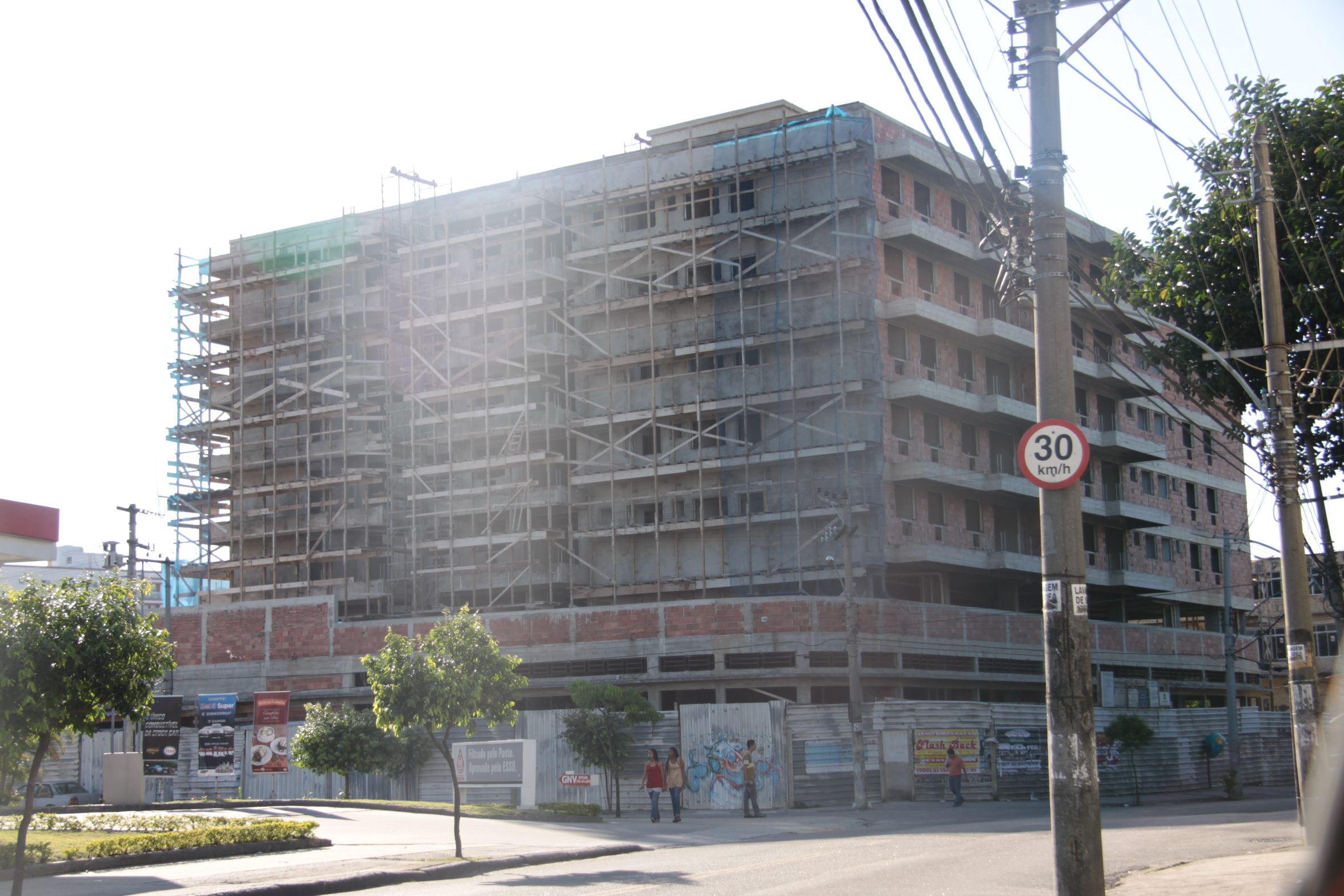
Vila de la Penha (Pròxim Lgo del Bicão)

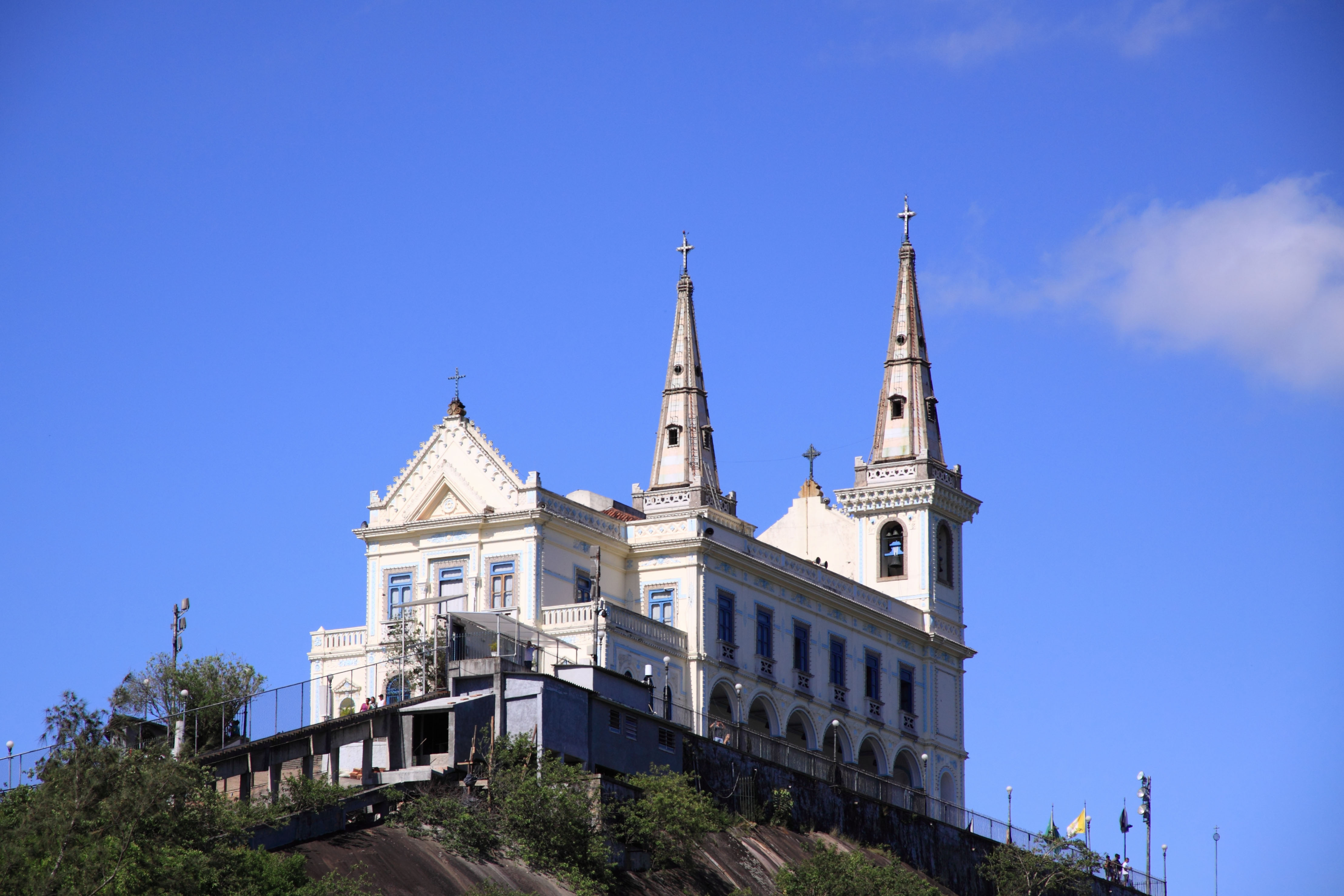
Església de la Penha

En aquest barri es troba també la Biblioteca Comunitària Tobias Barreto de Meneses, una de les biblioteques comunitàries més representatives de Brasil, el projecte arquitectònic de la qual és de Oscar Niemeyer.

## Veïns Famosos
Grans icones del futbol van sortir del barri: Brito, Romário, Mc's Mulato i Magrão, Carlos Alberto Torres, Alexandre Torres, Paulinho, Edson Souza (Fluminense), Vanderlei Luxemburg i Telê Santana. No era rar trobar el segon en una de les moltes festes o shows que l'antiga sala d'espectacles Olimpo promovia setmanalment. Es poden citar també altres jugadors que van tenir les seves arrels en Vila da Penha, com Athirson (ex-Flamengo), Lenny (Fluminense) i Paulo Henrique (Flamengo). El carnavalesc Wagner Gonçalves també té residència en el barri. Altres personalitats criades en la zona van ser Hélio de La Peña, humorista del programa Casseta i Planeta, l'actriu Cacau Mello, l'actor Bruno Gradim, Alexandre Tigre, Daniel Gomes Machado i Silva i Dani Bananinha, assistents d'escenari del Caldeirão del Huck, tots de la Xarxa Globo; a més de la sambista Teresa Cristina. Moyseis Marquis, cantant i compositor de la MPB, també va ser criat en el barri. Així com el sambista Luiz Carlos Máximo, integrant del grup de compositors de Portela, on va ser quatre vegades campió (2009, 2011, 2012 i 2013) i la cantant Luiza Dionizio.
A Vila da Penha, també van viure el poeta i sambista Luiz Carlos da Vila i el compositor Carlão Elegante. Les cantants de música gospel Aline Barros i Fernanda Brum també van iniciar les seves carreres en el barri.
El barri de Vila da Penha forma part de la regió administrativa d'Irajá. Els barris integrants de la regió administrativa són: Vila da Penha, Colégio, Irajá, Vicente de Carvalho, Vila Kosmos i Vista Alegre.